# Ulla Tørnæs
Ulla Pedersen Tørnæs, född 4 september 1962 i Esbjerg, är dansk biståndsminister i regeringen Lars Løkke Rasmussen III. Hon är medlem i Venstre och har varit undervisningsminister (2001–2005), biståndsminister (danska: udviklingsminister) (2005–2010), europaparlamentariker (2014–2016) och utbildnings- och forskningsminister (2016).

## Biografi
Ulla Tørnæs är dotter till den före detta jordbruksministern Laurits Tørnæs och direktör Katty Tørnæs. 
Hon läste på den nyspråkliga linjen på Esbjerg Statsskole och tog studenten 1981. Efter ett studieuppehåll i Chambéry, Frankrike, började hon studera på Odense Universitet 1982–1984. Efter ytterligare ett studieuppehåll i Chambéry studerade hon på Köpenhamns handelshögskola 1985–1988.
Tørnæs är gift med agronomen Jørgen L. Tørnæs.

## Politisk karriär
Tørnæs har innhaft följande förtroende- och ämbetsposter:
- Anställd i sekretariatet för Venstres Folketingsgrupp 1986–1994.
- Medlem i styrelsen och verksamhetsnämnden för Venstre i Østre Storkreds 1988–1991.
- Landsförman för Danmarks Liberale Studerende 1988–1990.
- Vice President i The International Federation of Liberal and Radical Youth 1989–1993.
- Medlem av folketingsgruppens styrelse 1994–2001.
- Medlem av Venstres huvudstyrelse sedan 1998.
- Talesperson för Ventres folketingsgrupp (politisk ordfører) 1998–2001.
- Medlem i Folketinget 1994–2014.
- Europaparlamentariker 2014–2016 (kallades hem 29 februari 2016 som ny utbildnings- och forskningsminister).[1]